# Guillaume Estius
Guillaume Estius ou Willem Hesselszoon Van Est ou Gulielmus Estius, dit Estius, est né en 1542 à Gorcum aux Pays-Bas et décède à Douai le 20 septembre 1613. Il fut enterré en l'église Saint-Pierre près de l'autel Saint-Sulpice. Son tombeau et son épitaphe disparurent à la révolution.

## Biographie
Guillaume Estius était né à Gorinchem en 1542. Il fit ses premières études à Utrecht sous Macropedius. Il étudia à Utrecht puis à Louvain, où il fut l'élève de Jean Hessels et Michel De Bay, et où il passa près de vingt ans à étudier la philosophie, la théologie et l'Écriture Sainte, et où il enseigna également lui-même la philosophie. Il obtint le titre de Docteur en théologie le 22 novembre 1580. En 1572, sa ville natale tomba aux mains des calvinistes, et son oncle, Nicolas Pieck, alors supérieur du couvent franciscain, fut mis à mort avec 18 autres religieux. C'est ce qui inspira à Estius son Historia Martyrum Garcomiensium (Douai, 1613). En 1582, il fut nommé professeur de théologie à Douai, où il enseigna jusqu'à sa mort en 1613. Il a également été longtemps recteur du séminaire du diocèse et chancelier de l'Université de Douai pendant 18 ans. Peu après son départ de Louvain éclata la controverse entre le jésuite Leonardus Lessius et les partisans de Baïus. L'université de Louvain condamna finalement les propositions jésuites comme semi-pélagiennes, et l'Université de Douai confirma cette condamnation, qui fut sans doute rédigée par Estius lui-même. En 1595 il fut nommé prévôt de la collégiale Saint-Pierre de Douai. La plupart des œuvres d'Estius ont été publiées à titre posthume. Son œuvre la plus célèbre sont ses Commentarii in omnes Divi Pauli et Catholicas Epistolas (Douai, 1614-15, rééd. Mayence 1841-50, 7 volumes), dans laquelle il est l'un des pionniers d'une lecture littérale du Nouveau Testament dans le monde catholique, ce qui explique qu'il a également rencontré du succès en milieu protestant. Il composa également des Commentarii in IV libros Sententiarum Petri Lombardi (Douai, 1615), des Annotationes in præcipua et difficiliora S. Scripturæ loca (Douai, 1617), et a laissé de nombreuses notes pour une nouvelle édition des œuvres de Saint Augustin. Le pape Benoît XIV le qualifiait de Doctor Fundatissimus.

## Publications
- Martyrium Edmundi Campiani, societatis Jesu e Gallico translatum, Lovanii, 1582.
- Historiae martyrum Gorcomiensium Douai, 1603. Biographie latine des martyrs de Gorcum (trad. française, 1606) ; cet ouvrage sera utilisé au procès de béatification sous Clément X (1675) et sera reproduit ans les Acta Sanctorum (juillet, t. 2, Anvers, 1721, p. 754-838).
- 1609 Responsio... ad ea quae sibi objecta erant a R. P. Joanne Deckerio, Societatis Jesu professore, anno Domini 1609 edita (BNF 31535352).
- Oriationes Theologicæ, Douai, 1614.
- Commentaria in epistolas Divi Pauli, Douai, 1614.
- In quatuor libros sententiarum commentaria, Douai, Petrus Borremans, 1615.
- Annotationes in præcipua ac difficiliora Sacræ Scripturæ loca, Douai, 1621.